# 全景山 (伊利諾伊州)
全景山（英語：Panorama Hills）是位於美國伊利諾伊州克林頓縣的一個非建制地區。該地的面積和人口皆未知。

## 地理
全景山的座標為38°43′03″N 89°17′24″W / 38.71750°N 89.29000°W，而該地的平均海拔高度為155米（即509英尺）。